# San Bartolomé-El Campillo
San Bartolomé-El Campillo es una localidad y pedanía española perteneciente al municipio de Úbeda, en la provincia de Jaén. Es el más pequeño de los siete núcleos de población que conforman el término municipal ubetense.
La aldea se encuentra situada a menos de 5 km de Úbeda, en dirección de Torreperogil. Las poblaciones más cercanas son El Teatino (2,4 km), Torreperogil (3,5 km), Sabiote (4 km), Úbeda (4,4 km) y El Campillo —ubicado a la paralela de la carretera que los separa—.

## Historia
Antiguamente era también conocida como Torre Garcí Fernández por la torre con restos de muralla ibérica que se encontraba en su territorio. De este antiguo recinto fortificado del siglo XIII, construido sobre restos de la época iberorromana, en el que se observan sillares ciclópeos, se destaca una torre ligeramente posterior, de mampostería y planta cuadrada —de 8.25 por 8.45 m— a cuyo alrededor se desarrolló la aldea. Fue llamada Torre Garcí Fernández en alusión al caballero que recibió en donación el poblado después de la reconquista cristiana de Úbeda por parte de Fernando III de Castilla. La torre fue señorío de Juan de la Cueva, señor de Torreperogil. A su lado se encuentra la Ermita de San Bartolomé del siglo XVI —que se encuentra derrumbada por el deterioro desde hace unas tres décadas—: «situada en la plaza de su nombre es rectangular, dividida en 3 naves por pilares cuadrados y columnas, su techumbre es de madera de buen trabajo. El retablo del altar mayor de buen gusto tiene un cuerpo de orden dórico y un segundo de orden corintio coronados por un ático. En los intercolumnios se ven algunas estatuas y bajos relieves de mucho mérito. La portada principal es sencilla: sobre la puerta tiene una estatua del Santo titular de escasa importancia». Hoy abandonada, se encuentra en estado ruinoso.
Tras el derrumbe de la Iglesia, algunos vecinos y vecinas de la zona guardaron el santo, la pila bautismal y algunas pertenencias de la iglesia en sus domicilios propios para que no se quedasen allí. Otras cosas, en cambio, fueron robadas y nunca más se han vuelto a ver, aunque hay rumores de que han llegado a manos de algunos celibrities. Al carecer de Iglesia, los y las residentes de la zona construyeron una pequeña capilla en el 2009 en la que se encuentran los santos y la pila bautismal de la Iglesia. De la antigua población subsisten los restos de un vetusto palacio próximo a la ermita, el que fue Palacio de Gondomar, y lo que fue su molino de aceites anexo al mismo.
En un censo del siglo XVI San Bartolomé-El Campillo es mencionado, el más pequeño caserío del Arciprestazgo de Úbeda, dependiente del Obispado de Jaén. Constan en el registro solamente de 7 casas. No obstante el poblado creció y para 1804 constituía un priorato rural dependiente del Obispado de Jaén.
Torre Garcí Fernández fue completamente abandonada tras las invasiones napoleónicas, cuando sus casi 1 000 habitantes tuvieron que refugiarse en Úbeda tras ser la población destruida por las tropas invasoras.[cita requerida] Continuó siendo parroquia pero desde 1820 había venido a menos y en septiembre de 1826 el Provisor del obispado de Jaén pedía información a la ciudad de Úbeda sobre el estado de abandono de la aldea. Además, en su pintoresco entorno nace el arroyo del Val, alrededor del cual se conservan un bellísimo y autóctono bosque-jardín caducifolio de ribera.

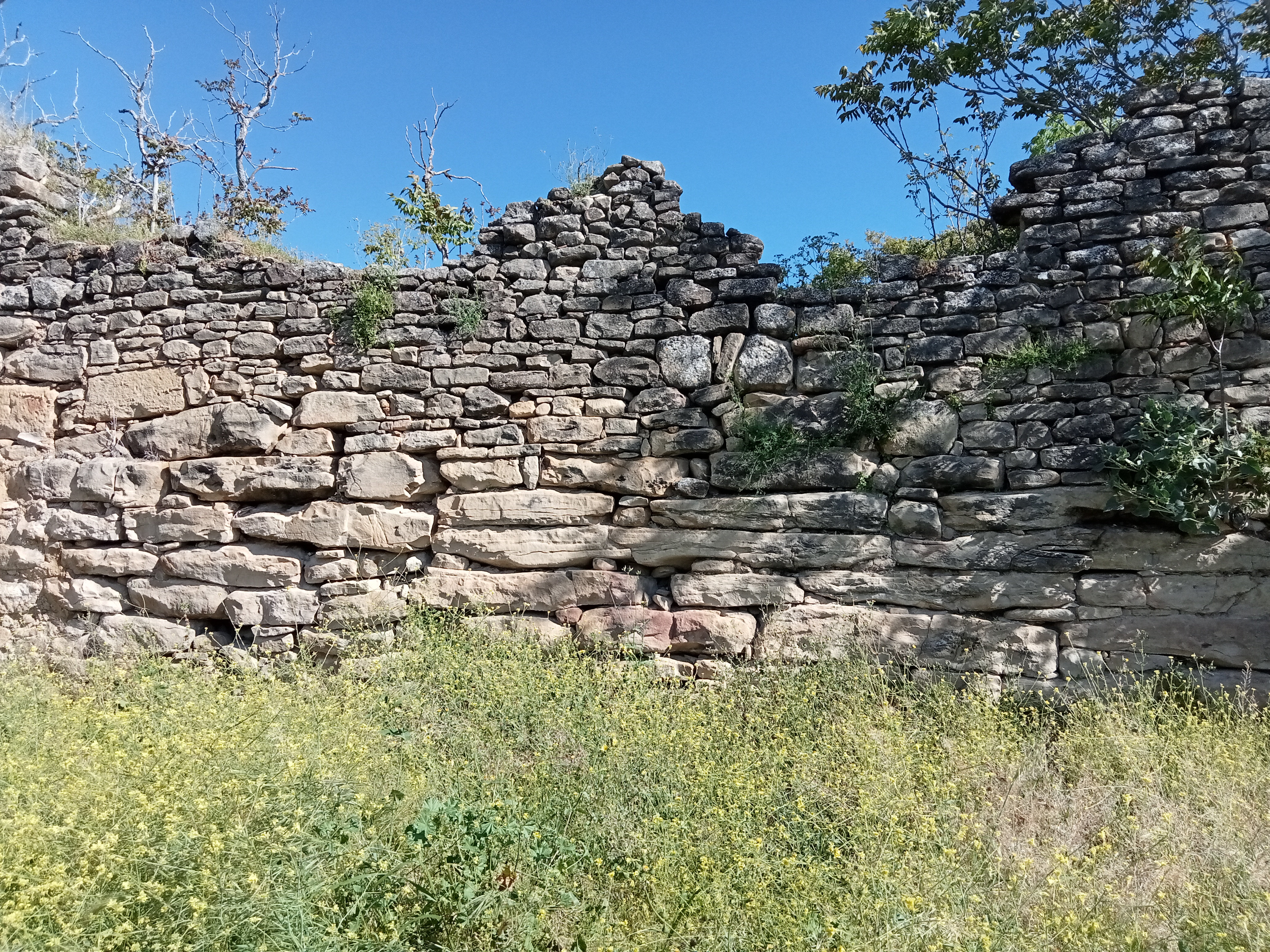
Muralla ciclópea.

Antiguamente existía un colegio llamado Villa Encarnita en el cual se daban clases hasta la EGB —equivalente a la Educación Primaria del sistema educativo actual—. Este colegio fue desapareciendo poco a poco debido a que no se podía optar a estudios superiores en él y al éxodo rural de la zona. El colegio en la actualidad se ha habilitado como un establo de caballos de un residente.
Actualmente ha recuperado población como zona de segunda residencia y se está urbanizando, instalándose porterías y canastas de fútbol, fuentes, bancos, quioscos, asfaltado de las calles, señalización de tráfico, alumbrado y red de agua para zonas que antes no tenían, etc.

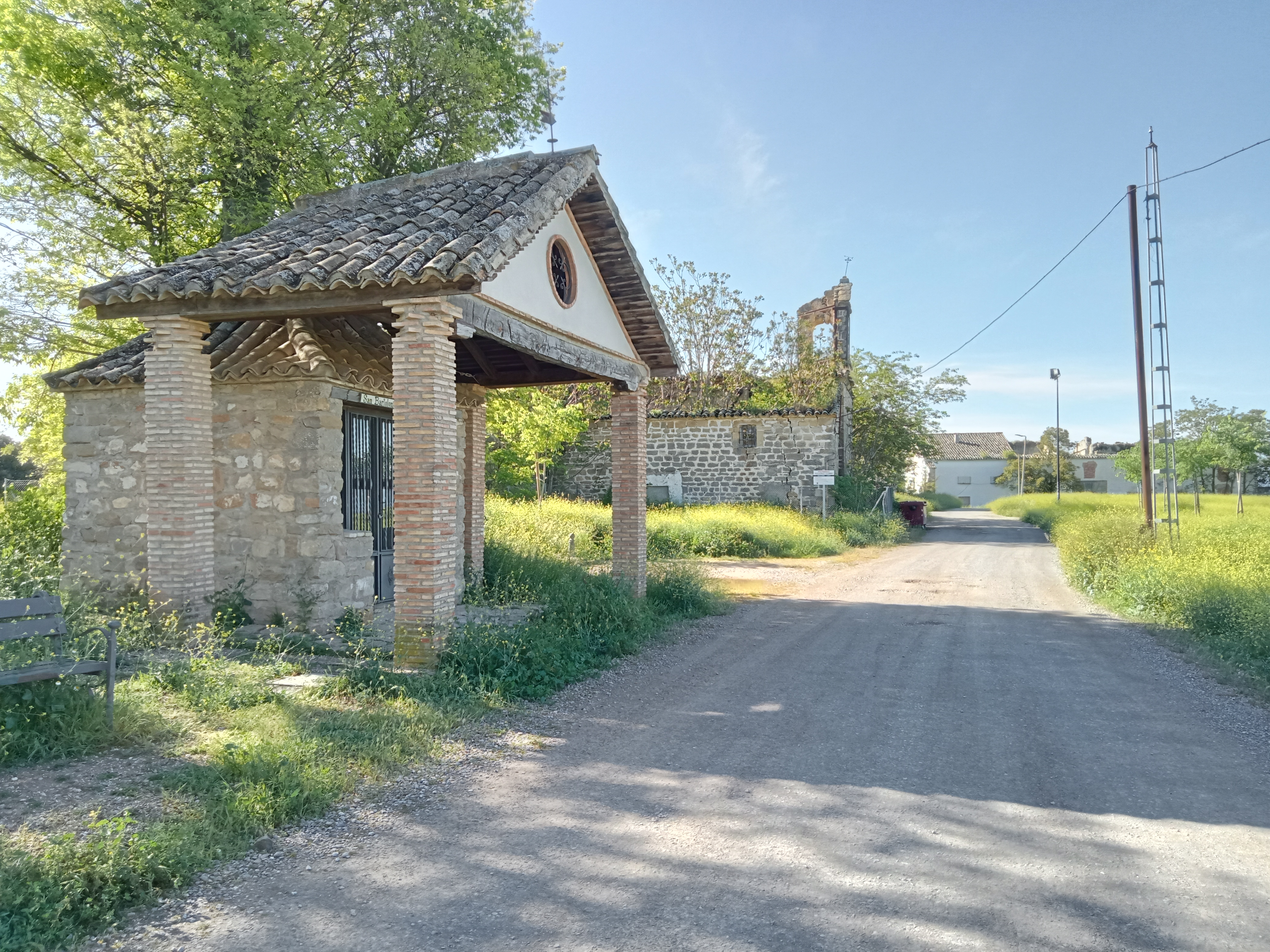
En primer término, Capilla de San Bartolomé y Virgen Blanca. Al fondo, antigua iglesia.

## Transportes

### Carreteras
El acceso a San Bartolomé-El Campillo por carretera asfaltada solo se realiza a través del norte de la aldea por la que pasa la carretera N-322, encontrándose cerca de la proyectada autovía A-32.

## Festividades
Se celebra la festividad en honor a San Bartolomé y a la Virgen Blanca el 24 de agosto, día de su santoral. En estas fiestas se realizan una misa y una pequeña procesión por la aldea paseando a los santos, siendo San Bartolomé llevado por hombres y la Virgen Blanca por mujeres. En esta misa acude un sacerdote de la localidad de Úbeda a oficiarla.
También se realizan diferentes actividades lúdicas para todas las edades y una verbena en la que actúan artistas locales y de los alrededores.